# Odynerus maroccanus
Odynerus maroccanus är en stekelart som beskrevs av Dalla Torre 1889. Odynerus maroccanus ingår i släktet lergetingar, och familjen Eumenidae. Inga underarter finns listade i Catalogue of Life.